# Polymixis heinrichi
Polymixis heinrichi là một loài bướm đêm trong họ Noctuidae.